# مقاطعة جيمس سيتي (فيرجينيا)
 مقاطعة جيمس سيتي  (بالإنجليزية:  James City County)‏ هي إحدى المقاطعات في ولاية فيرجينيا في الولايات المتحدة الأمريكية.

## أعلام
- جون دبليو. لوسون